# إدمون شحادة
إدمون شحادة (1933-2017) هو شاعر وأديب فلسطيني،
يُعدُ أحدَ رموزِ الثقافة الفلسطينية.

## حياته
وُلد إدمون شحادة في مدينة حيفا بتاريخ 3 فبراير 1933، وهو الابن الخامس لعائلة مُكونة من ثلاثة أبناء وست بنات. انتقل مع والديه إلى مدينة الناصرة عام 1936 وأكمل باقي حياتهُ فيها.
تَخرج إدمون من كُلية تراسنطة في الناصرة عام 1950 ولم يتابع دراسته الجامعية لظروفه الخاصة، وفي أواسط عقد 1960 اشترك كعضوٍ في فرقة المسرح الحديث وعملَ في الديكور والإضاءة، كما عمل مُساعدَ مُخرجٍ في بعض المسرحيات، وخلال عمله في المسرح نشر في المجلات وملاحقِ بعض الصُحف مقالاتٍ نقدية وتحليلية. في سنة 1970 افتتح المكتبة الحديثة في الناصِرة، كما أنهُ عضو ومُؤسس وأمين صندوق رابطة الكُتاب وعضو الاتحاد العام للكتاب العرب، وأيضًا عضو في مؤسسة القلم الدولية.
نال الجائزة الأولى للإنتاج المسرحي بحيفا عام 1977، وجائزة التفرغ للأدب العربي من وزارة المعارف والثقافة عام 1989، ودرع دار الثقافة العربية للشعراء الوطنيين 1992.

## إنتاجهُ الأدبي
تنوعَ إنتاجُ إدمون شحادة الأدبي بينَ شعرٍ ومسرحٍ ورواية، ومِنها:

### في الشعر
- تلاحم الوجوه والمعاني (1973)
- حين لم يبق سواكِ (1975)
- أصواتٌ متداخلة (1981)
- قمرٌ بوجه مدينتي (1985)
- صهيل المطر (1989)
- مدارات الغسق (1992)
- مواسم للغناء وجراح للذاكرة (1994)
- الخروج من مرايا العشق والترحال (1996)
- لم يعد الوقت حارسًا (2000)
- على ورقٍ ناضجٍ مختمر (2005)

### في المسرح
- برج الزجاج (1974)
- سور البلالين (1975)
- الصمت والزوال (1978)
- القديسة (1980)
- بيتٌ في العاصفة (1982)
- الخروج من دائرة الضوء الأحمر (1986)
- زهرة الكستناء (1990)
- الزائر الغريب (2000)
- عندما غاب القمر (2005)

### في الرواية
- الطريق إلى بيرزيت (1988)
- الغيلان (1994)

## وفاته
تَوفي إدمون شحادة في 17 ديسمبر 2017، وكان عُمره 84 سنة. شيعَ جثمانه في تمام الساعة الثالثة عصرًا من كنيسة الموارنة في مدينة الناصرة.